# Crocidura mariquensis
Crocidura mariquensis — вид ссавців родини Soricidae. Країни проживання: Ангола, Ботсвана, Демократична Республіка Конго, Мозамбік, Намібія, Південна Африка, Есватіні, Замбія та Зімбабве. Його природним середовищем існування є болота, і це звичайний вид у відповідних місцях існування, а Міжнародний союз охорони природи зарахував його до списку «найменшого занепокоєння».

## Опис
Це мідиця середнього розміру, довжина голови й тулуба становить ≈ 80 мм, хвіст — ≈ 60 мм, самці трохи більші за самиць. Голова довга і вузька, з гостро загостреною мордою, маленькими очима і закругленими вухами. Волосяний покрив на спині чорно-бурий із ржавим відтінком, окремі волоски мають сіруваті основи, коричневі смуги та коричнево-чорні кінчики. Черевна поверхня більш бліда сірувато-коричнева, немає чіткого розмежування між спинним і черевним хутром. Хвіст становить ≈ 70% довжини голови й тулуба, частково запушений і має деякий відтінок коричневого кольору, іноді блідіший знизу. І передні, і задні лапи жовтувато-коричневі, червонувато-коричневі або темно-коричневі, а пальці задніх лап розсуваються, коли тварина йде. В ареалі землерийки спостерігається значна варіація забарвлення.

## Екологія
Crocidura mariquensis веде переважно нічний спосіб життя, хоча інколи може проявляти активність і вдень. Вид спритно лазить серед водної рослинності; він не агресивний до інших представників свого виду і не маркує запахом навколо себе. У неволі він харчується равликами та термітами, але не закопується в землю, щоб знайти їжу. У природному середовищі гнізда спостерігаються в купинах трави та в уламках над поверхнею землі. Розмноження здебільшого відбувається у вологий сезон, у середньому народжується 3–4 дитинча. Його ворогами є сорокопуд чорноголовий, сипуха крапчаста, сипуха африканська.